# Lignes intérieures de Loire-Atlantique
 (septembre 2011).
Si vous disposez d'ouvrages ou d'articles de référence ou si vous connaissez des sites web de qualité traitant du thème abordé ici, merci de compléter l'article en donnant les références utiles à sa vérifiabilité et en les liant à la section « Notes et références ».
Pour les articles homonymes, voir Lila.
Le réseau Lila était, entre 2006 et 2019, le nom du réseau de transport départemental de la Loire-Atlantique, géré par le conseil général de la Loire-Atlantique en tant qu'autorité organisatrice de transports.
Le réseau Lila est remplacé en 2019 par le réseau régional Aléop, géré par la région Pays de la Loire, qui remplace les cinq réseaux départementaux existants dans la région.

## Historique
Depuis la rentrée scolaire de septembre 2006, le Réseau Atlantic' change de nom pour pendre celui de Lila. Celui-ci est alors complètement repensé. Certaines lignes entrant en concurrence avec les TER ont été abandonnées, tandis que d'autres ont vu leur fréquence augmenter.

### Tarification
Une tarification unique de 2 € par trajet a été également mise en place, se substituant à l'ancienne tarification zonale à 2,20 € par zone (en 2012, le prix du trajet est fixé à 2,30 €) ; avec ce nouveau système, un même ticket est valable deux heures sur le réseau Lila, quel que soit le nombre de correspondances effectuées, ces tickets permettant également de voyager pendant une heure sur les réseaux métropolitains de Nantes (TAN) ou Saint-Nazaire (Stran). Le tarif est désormais fixé à 2,40 € pour le plein tarif et 1,20 € pour le demi tarif, des carnets de 10 tickets sont disponibles à 21 €.

### Fréquentation
En février 2007, soit environ six mois après la restructuration, l'ensemble du réseau Lila a gagné en moyenne 30 % de voyageurs.
À la rentrée 2008, le taux de progression de la fréquentation des lignes de transport départemental Lila, fut de 123 %, par rapport à celui de la rentrée 2006. Étendu à tout le territoire de la Loire-Atlantique, « l’effet réseau » fonctionne : Lila a transporté durant l'année 2007, trois millions de passagers.
La ligne 44 reliant Saint-Nazaire à Châteaubriant (via Bouvron) a enregistré la plus forte augmentation avec une progression de 779 %. Du côté du Sud-Loire, la ligne 31 reliant Nantes à La Regrippière (via Vallet) a elle aussi subi une progression de 282 %.
Lila a une importante marge de progression, pour faire face à certaines situations de saturation, aux heures de pointe notamment.
Début 2009, Lila a augmenté ses fréquences et modifié certains de ses itinéraires entre le nord du pays de Retz et l'agglomération nazairienne. Certaines lignes proposent ainsi jusqu'à 40 % de trajets supplémentaires par jour. Ces améliorations concernent principalement les lignes 3, 12, 13, 14, 15, 16, 18, 31, 32, 40, 41, 42 et sur la presqu'île guérandaise, les lignes K, L, M, N, N bis et la nouvelle ligne P.

## Le réseau

### Lignes en 2019

#### Lila Premier
Inauguré le 2 septembre 2013, le service « Lila Premier » est un car à haut niveau de service. Il relie Grandchamp-des-Fontaines à l'entrée Sud de la gare de Nantes.
| No           | Parcours                                        | Transporteur              |
| ------------ | ----------------------------------------------- | ------------------------- |
| Lila Premier | Nantes ↔ Treillières ↔ Grandchamp-des-Fontaines | Keolis Atlantique / Brodu |

#### Lignes régulières
| No  | Parcours                                                           | Transporteur              |
| --- | ------------------------------------------------------------------ | ------------------------- |
| 1   | Nantes ↔ Vue ↔ Saint-Père-en-Retz ↔ Paimbœuf                       | STAO PL / Quérard         |
| 3   | Nantes ↔ Pornic ↔ Saint-Michel-Chef-Chef                           | STAO PL / Lefort          |
| 4   | Nantes ↔ Aigrefeuille-sur-Maine ↔ Gétigné                          | STAO PL                   |
| 10  | Nantes ↔ Nozay ↔ Guémené-Penfao ↔ Derval                           | Keolis Atlantique         |
| 10E | Nantes ↔ Nozay (Express)                                           | Keolis Atlantique         |
| 11  | Nantes ↔ Blain ↔ Le Gâvre ↔ Plessé                                 | Keolis Atlantique         |
| 12  | Nantes ↔ Saint-Philbert-de-Grand-Lieu                              | Groussin / STAO PL        |
| 12E | Nantes ↔ Saint-Philbert-de-Grand-Lieu (express)                    | Groussin                  |
| 12S | Nantes ↔ Saint-Philbert-de-Grand-Lieu (scolaire)                   | Groussin                  |
| 15  | Saint-Nazaire ↔ Pornic ↔ Préfailles                                | Quérard                   |
| 16  | Saint-Nazaire ↔ Frossay                                            | Quérard                   |
| 17  | Saint-Nazaire ↔ Saint-Brevin-les-Pins                              | Quérard                   |
| 20  | Nantes ↔ Savenay                                                   | Keolis Atlantique         |
| 22  | Nantes ↔ Treillières ↔ Grandchamp-des-Fontaines                    | Keolis Atlantique / Brodu |
| 24  | Orvault ↔ Treillières                                              | Keolis Atlantique         |
| 30  | Nantes ↔ La Chapelle-Basse-Mer                                     | Groussin / Lefort         |
| 31  | Nantes ↔ La Regrippière                                            | Lefort                    |
| 32  | Vertou ↔ Château-Thébaud                                           | Lefort                    |
| 33  | Nantes ↔ La Chapelle-Basse-Mer ↔ La Boissière-du-Doré / La Varenne | Groussin / Lefort         |
| 44  | Saint-Nazaire ↔ Châteaubriant                                      | Keolis Atlantique         |
| 46  | Nantes ↔ Mésanger ↔ Saint-Mars-la-Jaille                           | Keolis Atlantique         |
| 48  | Joué-sur-Erdre ↔ Petit-Mars ↔ Nantes                               | Keolis Atlantique         |
| 50  | Nantes ↔ Saint-Étienne de Montluc ↔ Savenay                        | Keolis Atlantique         |
| 59  | Nantes ↔ Saint-Étienne de Montluc                                  | Keolis Atlantique         |
| 60  | Nantes ↔ Ligné ↔ Saint-Mars-la-Jaille                              | Keolis Atlantique         |
| 62  | Nantes ↔ Montbert ↔ Vieillevigne                                   | Lefort                    |
| 71  | Nantes ↔ Bouvron ↔ Blain                                           | Keolis Atlantique         |

#### Lignes mutualisées
Certaines lignes sont exploitées conjointement pour le compte des deux réseaux.
Pour la ligne T5, la tarification STRAN s'applique entre Saint-Nazaire et Besné.
Pour la ligne 67 du réseau TAN, la tarification TAN s'applique entre Thouaré-sur-Loire Centre et Mauves-sur-Loire Droitière, tandis que la tarification Lila s'applique entre Droitière et Le Cellier, cette section étant en dehors du périmètre de Nantes Métropole. Toutefois, cette ligne ne fait pas partie de l'offre du réseau Lila.
| No  | Parcours                                                              | Transporteur            | Réseau     |
| --- | --------------------------------------------------------------------- | ----------------------- | ---------- |
| T5  | Saint Nazaire ↔ Besné ↔ Pontchateau ↔ Missillac ou Redon ou Guenrouët | CTM / Keolis Atlantique | STRAN      |
| 180 | Nantes ↔ Geneston ↔ La Roche-sur-Yon (Vendée)                         | Sovetours               | Cap Vendée |
| 270 | Nantes ↔ Remouillé ↔ Les Herbiers (Vendée)                            | Hervouet France         | Cap Vendée |
| 290 | Nantes ↔ Remouillé ↔ La Châtaigneraie (Vendée)                        | Sovetours               | Cap Vendée |

#### Navettes en rabattement avec le tram-train
| No | Parcours                                                           | Transporteur              |
| -- | ------------------------------------------------------------------ | ------------------------- |
| N1 | Casson ↔ Sucé-sur-Erdre                                            | Brodu / Keolis Atlantique |
| N2 | Trans-sur-Erdre ↔ Nort-sur-Erdre                                   | Keolis Atlantique         |
| N7 | (CastelBus) Desserte interne de Châteaubriant au départ de la Gare | Keolis Atlantique         |

#### Autres lignes
| No      | Parcours                       | Transporteur |
| ------- | ------------------------------ | ------------ |
| Navette | Saint-Nicolas-de-Redon ↔ Redon | Bourrée.     |

### Anciennes lignes

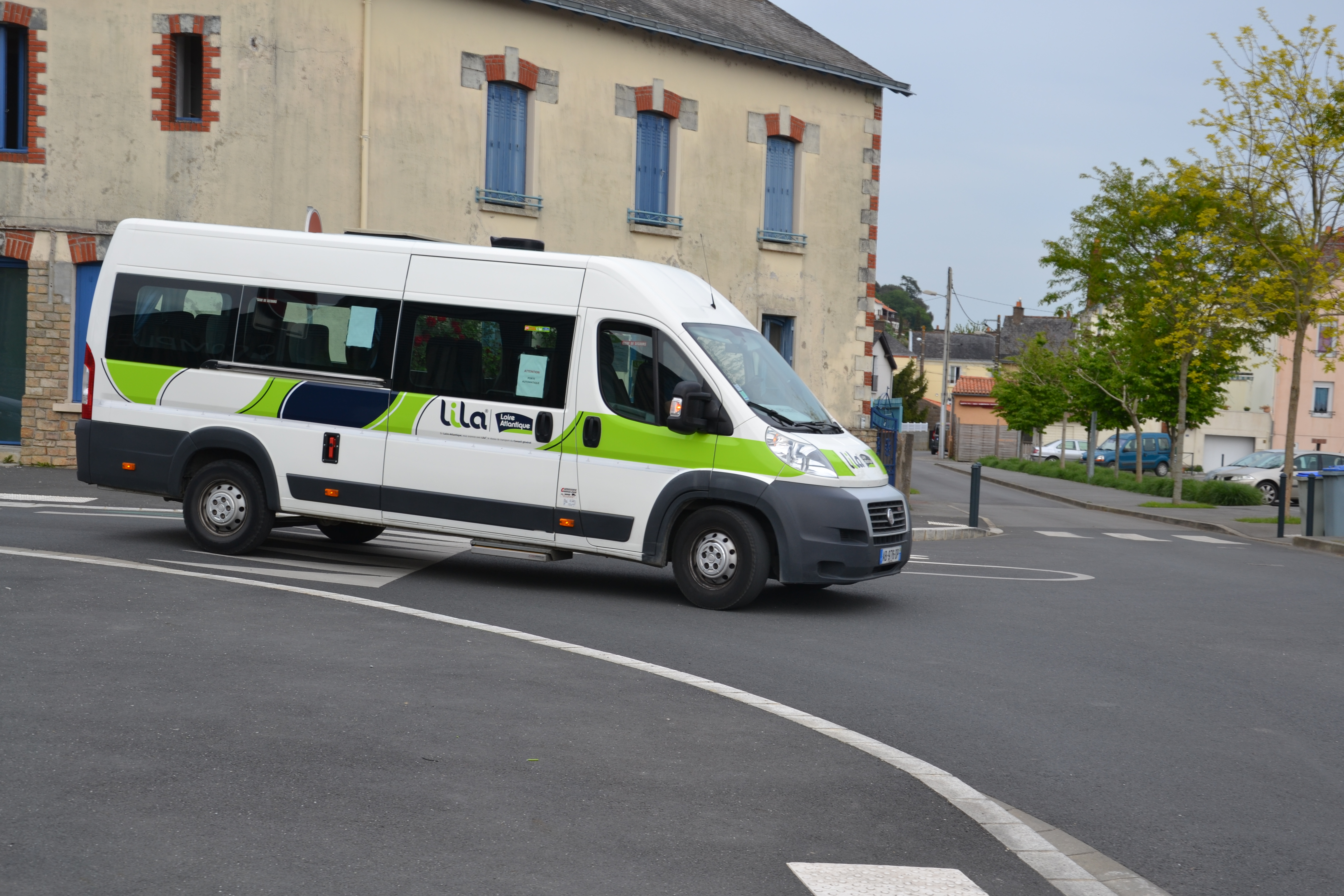
Navette ligne 34 à l'arrivée à Gare de Mauves

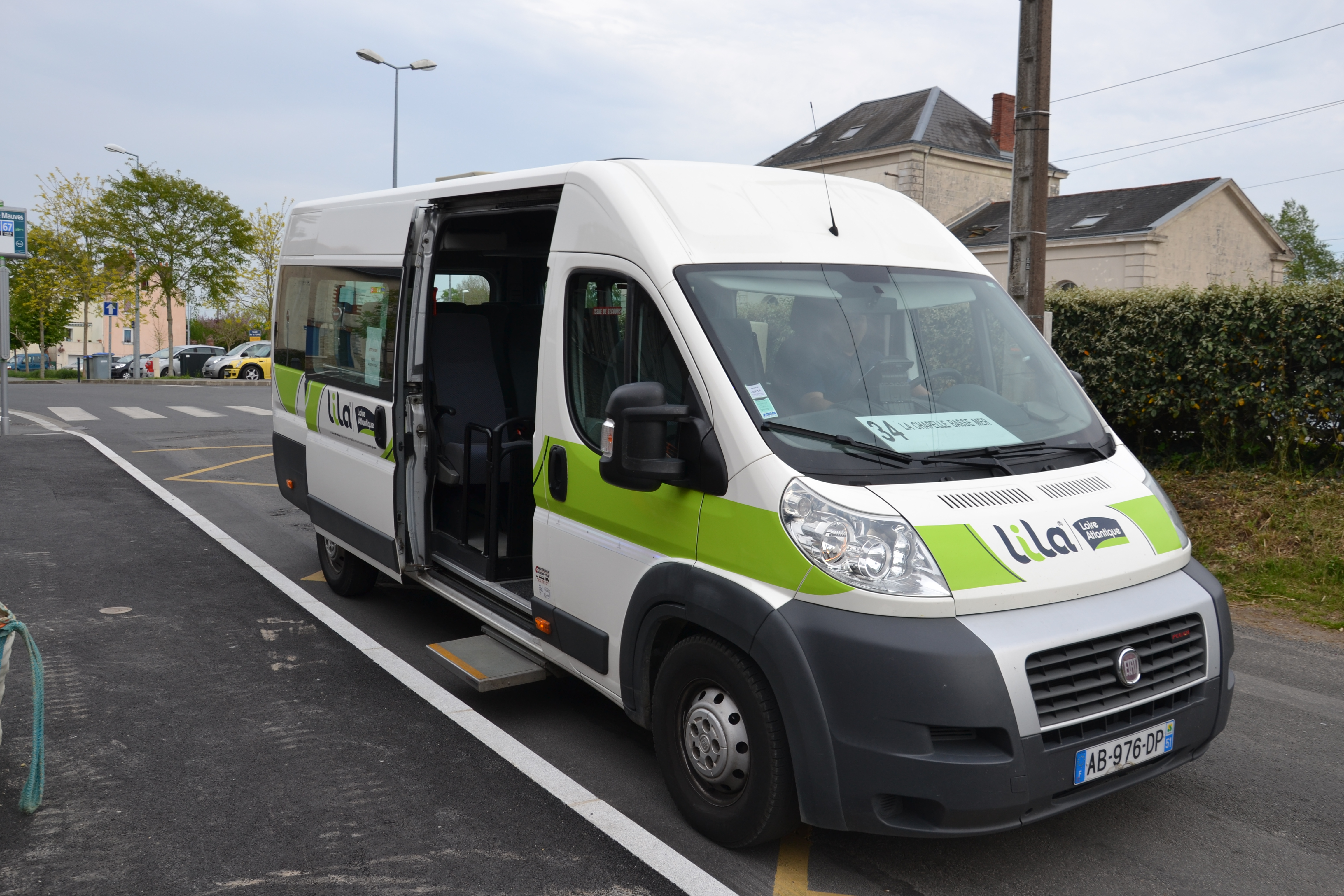
Ligne 34 à quai en attente de l'arrivée du train à Mauves sur Loire

Le 6 juillet 2016, à la suite d'expérimentations lancées en septembre 2014 et jugées infructueuses faute de fréquentation, les lignes 34, 45, 80 à 84 et N3 à N6 ont été supprimées, tandis que les lignes N1 et N2 n'ont été maintenues qu'aux heures de pointe.

#### Lignes régulières
| No | Parcours                                 | Date suppression   | Remarque                                              | Dernier transporteur |
| -- | ---------------------------------------- | ------------------ | ----------------------------------------------------- | -------------------- |
| 13 | St-Nazaire ↔ Missillac                   | 1er septembre 2012 | Remplacé par la ligne T5                              | CTM                  |
| 14 | St-Nazaire ↔ Pontchâteau ↔ Redon         | 1er septembre 2012 | Remplacé par la ligne T5                              | Keolis Atlantique    |
| 18 | St-Père-en-Retz ↔ St-Brevin-les-Pins     | 1er janvier 2016   |                                                       | Quérard              |
| 21 | Grandchamp-des-Fontaines ↔ Nantes        | 6 juillet 2013     | Ne circulait pas l'été / remplacé par Lila Premier    | Keolis Atlantique    |
| 23 | Grandchamp-des-Fontaines ↔ Nantes        | 1er septembre 2013 | Remplacé par Lila Premier                             | Keolis Atlantique    |
| 34 | La Chapelle-Basse-Mer ↔ Mauves-sur-Loire | 6 juillet 2016     |                                                       | Groussin             |
| 40 | Châteaubriant ↔ Nort-sur-Erdre ↔ Nantes  | 1er septembre 2014 | Remplacé par le Tram-train et les lignes 48, N2 et N5 | Keolis Atlantique    |
| 41 | Châteaubriant ↔ Sucé-sur-Erdre ↔ Nantes  | 1er septembre 2014 | Remplacé par le Tram-train et les lignes N1 et N3     | Keolis Atlantique    |
| 42 | Châteaubriant ↔ Nozay ↔ Nantes           | 1er septembre 2014 | Remplacé par le Tram-train et les lignes 10E et N6    | Keolis Atlantique    |
| 43 | Casson ↔ Nort-sur-Erdre                  | 1er septembre 2015 |                                                       | Keolis Atlantique    |
| 45 | Ancenis ↔ Saint-Mars-la-Jaille           | 6 juillet 2016     |                                                       | Keolis Atlantique    |
| 47 | Petit-Mars ↔ Nort-sur-Erdre              | 1er septembre 2015 |                                                       | Keolis Atlantique    |
| 49 | Mauves-sur-Loire ↔ Le Cellier            | 26 août 2013       | Remplacé par la ligne TAN no 67                       | Keolis Atlantique    |
| 80 | Ruffigné ↔ Châteaubriant                 | 6 juillet 2016     |                                                       | Keolis Atlantique    |
| 81 | Fercé ↔ Châteaubriant                    | 6 juillet 2016     |                                                       | Keolis Atlantique    |
| 82 | Noyal-sur-Brutz ↔ Châteaubriant          | 6 juillet 2016     |                                                       | Keolis Atlantique    |
| 83 | Juigné-les-Moutiers ↔ Châteaubriant      | 6 juillet 2016     |                                                       | Keolis Atlantique    |
| 84 | Grand-Auvergé ↔ Châteaubriant            | 6 juillet 2016     |                                                       | Keolis Atlantique    |

#### Navettes en rabattement avec le tram-train
| No | Parcours                                      | Date suppression | Remarque | Dernier transporteur |
| -- | --------------------------------------------- | ---------------- | -------- | -------------------- |
| N3 | Nort-sur-Erdre ↔ Saffré                       | 6 juillet 2016   |          | Keolis Atlantique    |
| N4 | Puceul ↔ Abbaretz                             | 6 juillet 2016   |          | Keolis Atlantique    |
| N5 | Châteaubriant ↔ Moisdon-la-Rivière ↔ Abbaretz | 6 juillet 2016   |          | Keolis Atlantique    |
| N6 | Châteaubriant ↔ Louisfert ↔ Abbaretz          | 6 juillet 2016   |          | Keolis Atlantique    |

#### Autres lignes
| No      | Parcours                         | Date suppression | Remarque | Dernier transporteur |
| ------- | -------------------------------- | ---------------- | -------- | -------------------- |
| Navette | Gare Ancenis ↔ Zones d'activités | ?                |          | Lefort               |

### Lignes de la presqu'île de Guérande
Le territoire de Cap Atlantique est desservi par des lignes gérées par le Syndicat Mixte des transports collectifs routiers de la presqu'île de Guérande Atlantique, intégrées au réseau Lila jusqu'au 31 août 2015. Après cette date, le réseau prend son indépendance vis-à-vis de Lila. Il est complètement restructuré et prend le nom de Lila Presqu'île.

#### Lignes régulières en 2015
En 2015, la Presqu'île guérandaise est desservie par 11 lignes, ainsi qu'une navette estivale à La Baule-Escoublac.
| No    | Parcours                                             | Transporteur      |
| ----- | ---------------------------------------------------- | ----------------- |
| A     | Saint-Nazaire ↔ La Baule ↔ Guérande                  | Keolis Atlantique |
| C     | Saint-Nazaire ↔ Saint-Lyphard ↔ Herbignac            | CTM / Maury       |
| D     | Pénestin ↔ Herbignac ↔ Assérac ↔ Guérande ↔ La Baule | Maury             |
| E     | Le Croisic ↔ Le Pouliguen ↔ La Baule ↔ Saint-Nazaire | Keolis Atlantique |
| G     | Saint-Lyphard ↔ Guérande ↔ La Baule                  | Maury             |
| H     | Mesquer ↔ Quimiac ↔ Guérande ↔ La Baule              | Maury             |
| J     | Piriac-sur-Mer ↔ La Turballe ↔ Guérande ↔ La Baule   | Maury             |
| K     | (Le Croisi'Bus) Desserte interne du Croisic          | Keolis Atlantique |
| M     | (Pouligu'en Bus) Desserte interne du Pouliguen       | Keolis Atlantique |
| N     | (La Baule Bus) Desserte interne de La Baule          | Keolis Atlantique |
| N Bis | (La Baule Bus) Desserte interne de La Baule          | Keolis Atlantique |

#### Lignes supprimées avant 2015
| No | Parcours                                      | Transporteur      |
| -- | --------------------------------------------- | ----------------- |
| B  | Saint-Nazaire ↔ Guérande (via la route bleue) | Keolis Atlantique |
| L  | (Batz'Bus) Desserte interne de Batz-sur-Mer   | Keolis Atlantique |
| P  | Le Croisic ↔ Le Pouliguen ↔ Guérande          | Keolis Atlantique |
| S  | Lila Plage[réf. nécessaire]                   | Maury             |
| T  | Lila Plage[réf. nécessaire]                   | Maury             |

#### État de parc
Le matériel roulant utilisé sur le réseau étaient des Irisbus Axer, Crossway LE, Iveco Daily, Mercedes-Benz Sprinter et Volkswagen Caravelle.

## Service scolaire
Le Réseau Lila prend aussi en charge le transport scolaire sous l'appellation Lila scolaire. En effet, chaque jour, celui-ci permet à des milliers d'enfants (plus de 50 000 élèves de la maternelle aux classes de BTS et de Prépa des lycées) du département de la Loire-Atlantique de rallier leur domicile à leur établissement scolaire. Depuis 2009, l'accès au réseau scolaire est soumis à l'obligation de porter un gilet réfléchissant.

### Véhicules utilisés
Ce sont au total près de mille véhicules qui circulent quotidiennement sur 1 300 itinéraires différents.
Lancés en 2007 dans les communautés de communes (C.C.) du Vignoble nantais (de Grand Lieu, de la vallée de Clisson, de Vallet, Loire-Divatte, Sèvre, Maine et Goulaine), Cœur d’Estuaire, et d’Erdre et Gesvres, les cars jaunes du Réseau Lila scolaire colonisent en 2008 les secteurs du Pays d'Ancenis, du "Sud Loire Océan" et du "Sud Loire Lac".
Les cars scolaires du département de la Loire-Atlantique ne passent pas inaperçus avec leur livrée (décoration extérieur) "tape-à-l’œil" entièrement jaune, leurs bandes réfléchissantes le jour et rétro-réfléchissantes la nuit ainsi que le pictogramme lumineux " enfants" apposé à différents endroits très visible de tous. L’objectif de cette opération est surtout et avant tout la sécurité permettant alors une visibilité maximale sur la route et aux points d’arrêts.

### Secteurs
À la veille du remplacement de Lila par Aléop en février 2019, le transport scolaire est géré localement par 10 autorités organisatrices de second rang.
| Secteur                                              | Communes desservies |
| C.C. du pays de Pontchâteau et Saint-Gildas-des-Bois | Crossac / Drefféac / Guenrouet / Missillac / Pontchâteau / Sainte-Anne-sur-Brivet / Sainte-Reine-de-Bretagne / Saint-Gildas-des-Bois / Sévérac |
| C.C. du Pays d'Ancenis                               | Ancenis / Le Cellier / Couffé / Ligné / Loireauxence / Mésanger / Montrelais / Mouzeil / Oudon / Pannecé / Le Pin / Pouillé-les-Côteaux / Riaillé / La Roche-Blanche / Saint-Géréon / Teillé / Vair-sur-Loire / Vallons-de-l'Erdre |
| SITC de la région de Châteaubriant - Nozay - Derval  | Abbaretz / La Chapelle-Glain / Châteaubriant / Derval / Erbray / Fercé / Grand-Auverné / La Grigonnais / Issé / Jans / Juigné-les-Moutiers / Louisfert / Lusanger / Marsac-sur-Don / La Meilleraye-de-Bretagne / Moisdon-la-Rivière / Mouais / Noyal-sur-Brutz / Nozay / Petit-Auverné / Puceul / Rougé / Ruffigné / Saffré / Saint-Aubin-des-Châteaux / Saint-Julien-de-Vouvantes / Saint-Vincent-des-Landes / Sion-les-Mines / Soudan / Soulvache / Treffieux / Vay / Villepot |
| Pornic agglo Pays de Retz                            | La Bernerie-en-Retz / Chaumes-en-Retz / Chauvé / Cheix-en-Retz / Corsept / Frossay / Les Moutiers-en-Retz / Paimbœuf / La Plaine-sur-Mer / Pornic / Préfailles / Rouans / Saint-Brevin-les-Pins / Saint-Hilaire-de-Chaléons / Saint-Michel-Chef-Chef / Saint-Père-en-Retz / Saint-Viaud / Sainte-Pazanne / Vue |
| C.C. de Machecoul                                    | La Chevrolière / Corcoué-sur-Logne / Legé / La Limouzinière / Machecoul-Saint-Même / La Marne / Paulx / Pont-Saint-Martin / Port-Saint-Père / Saint-Colomban / Saint-Étienne-de-Mer-Morte / Saint-Lumine-de-Coutais / Saint-Mars-de-Coutais / Saint-Philbert-de-Grand-Lieu / Touvois / Villeneuve-en-Retz |
| Clisson, Sèvre et Maine Agglo                        | Aigrefeuille-sur-Maine / Le Bignon / Boussay / Château-Thébaud / Clisson / Geneston / Gétigné / Gorges / La Haie-Fouassière / Haute-Goulaine / Maisdon-sur-Sèvre / Monnières / Montbert / La Planche / Remouillé / Saint-Fiacre-sur-Maine / Saint-Hilaire-de-Clisson / Saint-Lumine-de-Clisson / Vieillevigne |
| C.C. Sèvre et Loire                                  | La Boissière-du-Doré / La Chapelle-Heulin / Divatte-sur-Loire / Le Landreau / Le Loroux-Bottereau / Mouzillon / Le Pallet / La Regrippière / La Remaudière / Saint-Julien-de-Concelles / Vallet |
| C.C. Estuaire et Sillon                              | Bouée / Campbon / La Chapelle-Launay / Cordemais / Lavau-sur-Loire / Malville / Prinquiau / Quilly / Saint-Étienne-de-Montluc / Savenay / Le Temple-de-Bretagne |
| C.C. de la région de Blain                           | Blain / Bouvron / La Chevallerais / Le Gâvre |
| C.C. Erdre et Gesvres                                | Casson / Fay-de-Bretagne / Grandchamp-des-Fontaines / Héric / Joué-sur-Erdre / Nort-sur-Erdre / Notre-Dame-des-Landes / Petit-Mars / Saint-Mars-du-Désert / Sucé-sur-Erdre / Les Touches / Trans-sur-Erdre / Treillières / Vigneux-de-Bretagne |

Auparavant, les cars Lila scolaire desservaient également les secteurs de Cap Atlantique (service intégré au réseau Lila Presqu'île le 1er septembre 2015) et du SITS des cantons de Guémené-Penfao et Saint-Nicolas-de-Redon (transport scolaire transféré à Redon Agglomération le 1er janvier 2019).
| Secteur                                                      | Communes desservies |
| SITS des cantons de Guémené-Penfao et Saint-Nicolas-de Redon | Avessac / Conquereuil / Fégréac / Guémené-Penfao / Massérac / Pierric / Plessé / Saint-Nicolas-de-Redon |
| Cap Atlantique                                               | Assérac / Batz-sur-Mer / La Baule-Escoublac / Le Croisic / Guérande / Herbignac / Mesquer / Piriac-sur-Mer / Le Pouliguen / Saint-Lyphard / Saint-Molf / La Turballe / Camoël (Morbihan) / Férel (Morbihan) / Pénestin (Morbihan) |

## Lila à la demande
Lorsqu'il n'y a pas de lignes régulières, « Lila à la demande » est le service de transport complémentaire pour se déplacer dans le département. Sur réservation par téléphone (au plus tard la veille pour le lendemain), ce service répond aux déplacements de proximité et couvre tout le territoire de la Loire-Atlantique.
Son service complet réparti en 10 territoires comprend la prise en charge au pas de la porte et le transport dans le lieu de son choix et fonctionne selon des plages horaires fixes quelque demi-journée par semaine (du lundi au samedi).
| Secteur                               | Zone desservie | Transporteur |
| ------------------------------------- | --- | ------------ |
| Canal                                 | Blain, Guémené-Penfao, Massérac, Pierric, Conquereuil, Plessé, Avessac, Fégréac, Le Gâvre, La Chevallerais, Bouvron et Saint-Nicolas-de-Redon. | N.C.         |
| Erdre et Gesvres                      | Fay-de-Bretagne, Notre-Dame-des-Landes, Vigneux-de-Bretagne, Héric, Grandchamp-des-Fontaines, Treillières, Casson, Sucé-sur-Erdre, Nort-sur-Erdre, Les Touches, Petit-mars et Saint-Mars-du-Désert. | N.C.         |
| Pays d'Ancenis                        | Le Pin, Vritz, Saint-Sulpice-des-Landes, Saint-Mars-la-Jaille, Bonnœuvre, Riaillé, Joué-sur-Erdre, Trans-sur-Erdre, Teillé, Pannecé, Maumusson, Béligné, Pouillé-les-Coteaux, Mésanger, Mouzeil, Ligné, Le Cellier, Oudon, Saint-Géréon, Anetz, Ancenis, Roche-Blanche, La Rouxière, Montrelais, Varades, La Chapelle-Saint-Sauveur, Belligné, Le Fresne-sur-Loire et Couffé.                                                                               | N.C.         |
| Pays de Châteaubriant                 | Soulvache, Fercé, Noyal-sur-Brutz, Villepôt, Soudan, Rougé, Châteaubriant, Ruffigné, Saint-Aubin-des-Châteaux, Sions-les-Mines, Lusanger, Derval, Saint-Vincent-des-Landes, Louisfert, Erbray, Juigné-les-Moutiers, Saint-Julien-de-Vouvantes, Marsac-sur-Don, Jans, Treffieux, Issé, Moisdon-la-Rivière, Petit Auverné, La Chapelle-Glain, Grand Auverné, La Meilleraye-de-Bretagne, Abbaretz, Nozay, Vay, la Grigonnais, Puceul et Saffré.                | N.C.         |
| Pays de Grandlieu, Machecoul et Logne | Pont-Saint-martin, Le Bignon, Montbert, Geneston, Saint-Colomban, Corcoué-sur-Logne, Legé, Touvois, Saint-Étienne-de-Mer-Morte, Paulx, Machecoul, Fresnay-en-Retz, Bourgneuf-en-Retz, Saint-Même-le-Tenu, Saint-Mars-de-Coutais, Sainte-Lumine-de-Coutais, Saint-Philbert-de-Grandlieu, La Marne, La Limouzinière et La Chevrolière. | N.C.         |
| Pays de Retz Atlantique               | Paimbœuf, Corsept, Saint-Brevin-les-Pins, Saint-Père-en-Retz, Saint-Viaud, Frossay, Saint-Michel-Chef-Chef, Chauvé, Arthon-en-Retz, Vue, Cheméré, Rouans, Cheix-en-Retz, Port-Saint-Père, Sainte-Pazanne, Saint-Hilaire-de-Chaléons, Les Moutiers-en-Retz, La Bernerie-en-Retz, Pornic, La Plaine-sur-Mer et Préfailles. | N.C.         |
| Estuaire et Sillon                    | Campbon, Prinquiau, Quilly, La Chapelle Launay, Savenay, Lavau-sur-Loire, Bouée, Malville, Cordemais, Saint-Étienne-de-Montluc et Le-Temple-de-Bretagne. | N.C.         |
| Vignoble                              | Château-Thébaud, Haute-Goulaine, La Haye-Fouassière, Saint-Fiacre-sur-Maine, Barbechat, La Chapelle-Basse-Mer, La Remaudière, La Boissière-du-Doré, Le Regrippière, Le Landreau, Le Loroux-Bottereau, Saint-Julien-de-Concelles, Vallet, la Chapelle-Heulin, Maisdon-sur-Sèvre, Monnières, Mouzillon, Clisson, Gorges, Gétigné, Boussay, Sainte-Lumine-de-Clisson, Aigrefeuille-sur-Maine, Remouillé, La Planche, Saint-Hilaire-de-Clisson et Vieillevigne. | N.C.         |
| Pont-Château et St-Gildas-des-Bois    | Pontchâteau, Sévérac, Saint-Gildas-des-Bois, Guenrouët, Drefféac, Sainte-Anne-sur-Brivet, Crossac, Sainte-Reine-de-Bretagne et Missillac. | N.C.         |